# 자즈
자즈(Zaz, 1980년 5월 1일 ~ )는 프랑스의 싱어송라이터이다.